# باول كليمنت
باول كليمنت (بالإنجليزية: Paul Clemente)‏ هو سياسي أمريكي، ولد في 19 مايو 1963. حزبياً، نشط في الحزب الديمقراطي. وقد انتخب عضو مجلس نواب ميشيغان ‏.